# 色勒
色勒，滿洲正藍旗人，是武功郡王禮敦的孫子，太祖努爾哈赤的侄子。
太祖時，被授予牛錄額真。天聰年间，从十六大臣進八大臣，授予正藍旗固山額真。又被授予世職牛錄章京，兼任吏部右參政。順治元年，提拔到內大臣，授予拜他喇布勒哈番，累進二等精奇尼哈番，任命为領侍衛內大臣。死后被諡为勤愨。